# Giga Coaster
Giga Coaster is de naam van een achtbaanmodel van de Zwitserse achtbaanbouwer Intamin AG. Giga Coasters zijn heel hoge megacoasters (minstens 90 meter).

## Algemeen
De optakeling van een Giga Coaster maakt net zoals de Mega Coaster gebruik van een lift met een staalkabel waarop een sleepwagentje zit dat op de trein inhaakt en hem zo vooruit trekt. Andere vaste eigenschappen van een Giga Coaster zijn de hoogte (meer dan 90 meter) en dat er geen inversies zijn.

## Exemplaren
Er zijn tot op heden (2017) twee gigacoasters gebouwd, elk met een kostenplaatje van 25 miljoen Amerikaanse dollar (meer dan 20 miljoen euro). De eerste Giga Coaster, Millennium Force in het Amerikaanse park Cedar Point, opende in het voorjaar van 2000. De baan is meer dan twee kilometer lang, 94,5 meter hoog en haalt 149,7 kilometer per uur en was bij opening de hoogste en snelste stalen achtbaan in de wereld met een gesloten ciruit. Op de baan staan drie treinen. De treinen van Millennium Force zijn voorzien van heupbeugels.
Het tweede exemplaar, Intimidator 305 in Kings Dominion, eveneens een Amerikaans park, opende in april 2010. Intimidator 305 is 1,5 kilometer lang, 93 meter hoog en haalt 144 kilometer per uur. Er wordt met twee treinen op gereden, die voorzien zijn van schouderbeugels.

## Mega Coaster
De Giga Coaster (90+ meter) is de "grote broer" van de Mega Coaster (45-90 meter). Er bestaat veel verwarring rond de termen. Giga Coaster en Mega Coaster zijn allebei modelnamen die Intamin aan de banen gaf, terwijl er ook het woord megacoaster bestaat dat een algemene benaming is voor grote achtbanen. Zowel de Giga Coaster als de Mega Coaster zijn dus megacoasters.